# Coscinocephalus cribrifrons
Coscinocephalus cribrifrons är en skalbaggsart som beskrevs av Schaeffer 1906. Coscinocephalus cribrifrons ingår i släktet Coscinocephalus och familjen Dynastidae. Inga underarter finns listade i Catalogue of Life.